# Міст над Доброю
Міст над Доброю (хорв. Most Dobra) — бетонний балочний міст у Хорватії, в жупанії Карловаць над річкою Добра. Найдовший міст на головній автомагістралі Хорватії A1 (Загреб — Задар — Спліт).

## Параметри
Міст розташований на дільниці шосе Карловаць — Новиград, яким Загреб сполучено із Задаром, Сплітом, та Рієкою. Міст знаходиться за 6 км на захід від міста Карловаць.
Загальна довжина моста — 546 метрів, налічує 13 прольотів, основний проліт має довжину 70 метрів, інші 12 прольотів від 28 до 35 метрів. Ширина моста — 21 м, по ньому здійснюється 4-смуговий рух, дві смуги у кожному напрямку.

## Історія
Роботи з будівництва мосту стартували в 1999 році, відкриття мосту відбулося в 2001 році. Вартість робіт склала 57 мільйонів хорватських кун.

## Проїзд
Оскільки автомагістраль A1 є платною, проїзд на магістралі враховується за кількістю машин, що минули пункти оплати. Згідно зі статистикою, на дільниці траси, де розташовано міст над Доброю, денний рух у середньому за рік становить 21 699 автомобілів, денний рух в середньому за літо — 43 188 машин.